# جي-14
مجموعة الـ14 (G-14) كانت منظمة لكرة القدم الأوروبية بدأت منذ عام 2000 حتى عام 2008 لتحل محلها المنظمة المعروفة حالة باسم رابطة الأندية الأوروبية.

## تاريخها
تأسست هذه المجموعة في سبتمبر 2000 وذلك من قبل 14 نادياً، لكي توفر صوتاً موحداً في المفاوضات مع الاتحاد الأوروبي لكرة القدم (ويفا) والاتحاد الدولي لكرة القدم (فيفا) بشأن القرارات المتعلقة باللعبة والقوانين والمشاكل والبحث عن حل لها.

## الأعضاء
الأعضاء المؤسسون (2000)
- ليفربول
- مانشستر يونايتد
- يوفنتوس
- إيه سي ميلان
- إنتر ميلان
- أولمبيك مارسيليا
- باريس سان جيرمان
- بايرن ميونيخ
- بوروسيا دورتموند
- أياكس أمستردام
- آيندهوفن
- بورتو
- برشلونة
- ريال مدريد

الأعضاء المنضمون لاحقا (2002)
- آرسنال
- أولمبيك ليون
- باير ليفركوزن
- فالنسيا